# Paul Mertz
Paul Mertz (Amsterdam, 20 juli 1938) is een voormalig Nederlands tekstschrijver en reclamemaker. Mertz was ruim twintig jaar werkzaam voor reclamebureau Prad. Van 1970 tot en met 1984 was hij directeur van het bureau. Mertz bedacht onder meer de slagzin “Ik drink melk, u ook?” en de term vlaflip.

## Jeugd
Mertz groeide op in een arbeidersgezin met vier kinderen in Amsterdam. Hij studeerde vanaf 1950 aan de HBS. Een tekenleerkracht van de HBS nam de leerlingen op zaterdagen mee naar het Stedelijk Museum, waar Mertz bekend raakte met het werk van Cobra-schilders. Vanaf dat moment ging Mertz iedere veertien dagen naar het centrum van Amsterdam om de etalages van De Bijenkorf te bewonderen, het Stedelijk Museum te bezoeken en een bezoek te brengen aan woonwinkel Gosewehr dat de principes van Goed Wonen hanteerde.
De oom van Mertz was werkzaam op de meubelafdeling bij de Bijenkorf. De Bijenkorf had de taak op zich genomen om het grote publiek te informeren over hoe een huis zou moeten worden ingericht. Traditionele meubelen in Queen Anne of Rococo-stijl waren uit het assortiment gehaald en het aanbod werd vervangen door moderne meubelen. Dit aanbod werd gepresenteerd onder de naam ‘Ons Huis, Ons Thuis’. Naast de Bijenkorf bracht Mertz ook regelmatig bezoeken aan galeries, waaronder die van Ina Broerse in de Spiegelstraat. Mertz kocht daar zijn eerste kunstwerken.

## Loopbaan
Mertz rondde de HBS af toen hij zestien jaar oud was. Aanvankelijk wilde hij sociale geografie studeren, maar vanwege zijn leeftijd werden zijn ouders geadviseerd om hem een Economische Opleidingscursus, de voorloper van de Hogere Economische School, te laten volgen. Hendrik Eduard Janssen, eigenaar van reclamebureau Interad, verzorgde daar een gastles. Janssen was een bekend persoon in de reclamewereld en had onder meer voor de Bijenkorf gewerkt. Dit inspireerde Mertz om hetzelfde pad te volgen. Na vele sollicitaties kwam Mertz als assistent productiechef terecht bij reclamebureau NPP. Aan het NPP waren goede ontwerpers en tekstschrijvers verbonden. Uiteindelijk bleef Mertz er twee jaar werken.
Mertz' loopbaan werd onderbroken door zijn dienstplicht. Hij was gestationeerd in Mönchengladbach als onderdeel van de Second Allied Tactical Air Force. Hij hield zich bezig met public relations voor de NAVO en had een eigen kantoor. In de lange gangen van het kantoorgebouw organiseerde hij tentoonstellingen waarvoor hij affiches, teksten en foto's van het Stedelijk Museum gebruikte. Het contact tussen Mertz en Janssen van Interad bleef. Mertz leende boeken en tijdschriften van Janssen en Mertz zou na het afronden van zijn dienstplicht de overstap naar Interad maken waar hij zou beginnen als assistent account-executive. Interad was in de tussentijd samengevoegd met reclamebureau Prad (Progressive Advertising) in Amsterdam. Prad had grote klanten zoals De Bijenkorf, Citroën, Philips, IBM en Unilever. Mertz vond Prad aanvankelijk een te groot bureau, maar het bood veel kansen. In 1970 werd hij directeur van Prad. In 1984 stopte hij zijn werkzaamheden voor Prad en begon hij voor zichzelf. Na zijn vertrek bij Prad had Mertz klanten zoals de VARA, de Geïllustreerde Pers, de Vereniging Natuurmonumenten, een aantal meelfabrikanten en enkele voormalige klanten van Prad. Daarnaast was Mertz tot 2014 werkzaam als zelfstandig communicatieadviseur.

## Reclame en kunst
Bij Prad zocht Mertz naar een manier om reclame en kunst te verenigen. Via Prad kwam Mertz in contact met Maurits Aronson, de oprichter van Prad. Aronson was een fervent verzamelaar van kunst van jonge kunstenaars en een inspiratiebron voor Mertz. Vanaf september 1966 was Prad gevestigd in een kantoor aan de Wibautstraat op de hoek met de Ringdijk. Op de benedenverdieping van het gebouw organiseerde Mertz exposities in een galerie met de naam ‘Pribaut’; een samenvoeging van de naam ‘Prad’ en ‘Wibaut’. Er werden onder meer werken tentoongesteld van Ronald Searle, Lucebert, Alan Aldridge, Frans de Boer Lichtveld, Leo Dooper en Kees Keus. Mertz was naar eigen zeggen zelf “geen ferme gelover van het nader brengen van kunst tot de massa”, omdat het volgens hem een beperkte kring van mensen was die kunst waarderen. Wel was hij van mening dat exposities als deze een goed idee waren.
Mertz kreeg een steeds grotere verbinding met de culturele wereld. Mertz maakte campagnes voor onder meer het Stedelijk Museum, Het Toneel Speelt, het Residentie Orkest, het Mauritshuis, het Groninger Museum, het Rijksmuseum, het Joods Historisch Museum, de Nieuwe Kerk en de Design Academy Eindhoven.

### Teksten
Mertz was regelmatig verantwoordelijk voor het schrijven van de tekst. Hij vond het te betreuren dat de focus te veel op simpele reclameteksten als ‘de bus is goed op weg’ of ‘ brood, daar zit wat in’ ligt. Volgens Mertz hadden reclames te weinig oog voor goede teksten.

## Culturele sector en bestuursfuncties
Naast Aronson was ook Benno Premsela van invloed op Mertz. Via Premsela kwam hij in diverse besturen terecht. Mertz was onder meer betrokken bij het Genootschap voor Reclame, de Art Directors Club, de Reclame Code Commissie, het Nederlands Reclamemuseum en de Stuurgroep Reclame. Mertz was medeoprichter van de Stichting Ideële Reclame (SIRE).

## Publicaties
- Hefting, P. H., & Mertz, P. (2005). Paul Mertz. Zoo Productions. ISBN 90-74009-35-2